# Klippan (commune)
La commune de Klippan est une commune suédoise du comté de Skåne. 16 733 personnes y vivaient en 2014. Son chef-lieu se situe à Klippan.

## Localités principales
- Klippan
- Klippans bruk
- Krika
- Ljungbyhed
- Östra Ljungby
- Stidsvig